# Italochrysa pallicornis
Italochrysa pallicornis is een insect uit de familie van de gaasvliegen (Chrysopidae), die tot de orde netvleugeligen (Neuroptera) behoort. 
Italochrysa pallicornis is voor het eerst wetenschappelijk beschreven door Banks in 1920.